# St. Andreas (Stockheim)

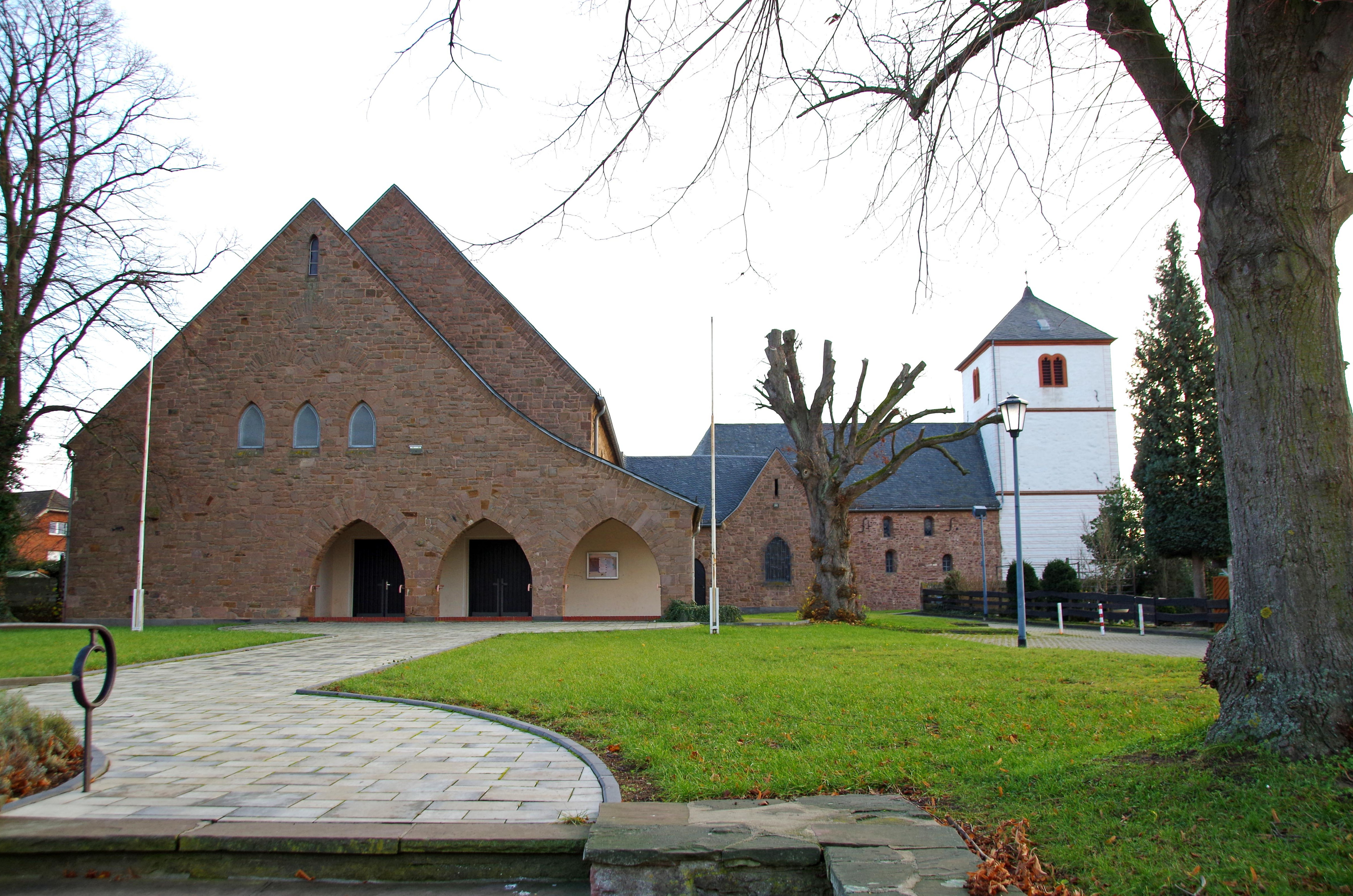
St. Andreas (Stockheim) links, im Hintergrund rechts die "Alte Kirche"

St. Andreas ist die römisch-katholische Pfarrkirche von Stockheim, Gemeinde Kreuzau, im Kreis Düren in Nordrhein-Westfalen.
Die Kirche ist dem hl. Apostel Andreas geweiht. 

## Lage
Die Pfarrkirche befindet sich in der Ortsmitte von Stockheim an der höchsten Stelle des Ortes. Nördlich des Kirchengebäudes verläuft die Andreasstraße und direkt im Süden befindet sich die Alte Kirche. 

## Geschichte
Anhand von Bodenfunden konnte festgestellt werden, dass es in Stockheim bereits im 9. Jahrhundert eine kleine Holzkirche gegeben hat. Diese wurde um das Jahr 1000 durch eine Steinkirche ersetzt, die in wesentlichen Teilen noch heute erhalten ist. Schriftlich belegt ist eine Pfarrkirche in Stockheim im Liber valoris aus dem Jahr 1308. Stockheim war bereits zu dieser Zeit eigenständige Pfarrei. Die Pfarre zählte zu dieser Zeit zum Dekanat Zülpich im Erzbistum Köln. Das Kollationsrecht besaßen bis zur Franzosenzeit die Herren von Burgau. 1804 wurde die Pfarre dem neu gegründeten Bistum Aachen zugeteilt, kam aber 1825 nach Auflösung des Bistums wieder an das Erzbistum zurück. Seit 1930 zählt Stockheim wieder zum Bistum Aachen.

## Baugeschichte
Anfang des 20. Jahrhunderts wurde die alte Pfarrkirche zu klein und man beschloss einen Kirchenneubau. So wurde zwischen 1935 und 1937 die heutige Pfarrkirche an der Nordseite des Chors der alten Kirche angebaut. Die Pläne dazu stammen von Architekt Hubert Hermann aus Aachen. Die Pfarre erhielt die Baugenehmigung von der nationalsozialistischen Führung nur, da diese eine Beschlagnahmung der neuen Kirche vorsahen, um hier ein Kino einzurichten. Aufgrund des Krieges kam es dazu jedoch nicht.
Im Zweiten Weltkrieg wurde die Pfarrkirche stark beschädigt. Die Schäden konnten in den 1950er Jahren behoben werden. 1984 wurde das Gotteshaus unter der Leitung von Jean Joseph Keller renoviert.

## Baubeschreibung
St. Andreas ist eine zweischiffige Kirche aus Bruchstein mit einem rechteckigen Chor in Nord-Süd-Ausrichtung. Sie wurde in Formen der Heimatschutzarchitektur erbaut. Den Gläubigen stehen 204 Sitzplätze zur Verfügung.

## Ausstattung
Der Altar ist eine Arbeit aus Dolomit und wurde am 25. November 1984 geweiht und ist eine Arbeit von Sepp Hürten. Er fertigte auch das Sakramentshaus mit Tabernakel an. Aus der Alten Kirche wurde der kelchförmige Taufstein von 1738 aus schwarzem Marmor übernommen, ein Kreuz mit Kruzifix aus selber Zeit und einige Heiligenfiguren.

## Pfarrer
Folgende Pfarrer wirkten bislang in der Pfarrei St. Andreas:
| von – bis  | Name                |
| ---------- | ------------------- |
| 1928–1934  | Anton Rocca         |
| 1934–1940  | Heinrich Zimmermann |
| 1940–1958  | Anton Werth         |
| 1959–1981  | Franz Bonnen        |
| 1981–1991  | Rolf Knips          |
| 1991–2002  | ?                   |
| 2002?–2023 | Georg Scherer       |
| Seit 2024  | Josef Wolff         |